# Teognosto, o Gramático
Teognosto (em latim: Theognostus Grammaticus), dito Gramático, foi um escritor do século IX, conhecido por seu livro chamado Canones. Esta obra é uma das fontes para a construção do A Greek–English Lexicon e é padrão da língua grega antiga.
Ela foi publicada na Patrologia Graeca (PG CV) de Migne.